# Francesco Calogero
Francesco Calogero (Fiesole, Italia, 6 de febrero de 1935) es un físico italiano, fuertemente involucrado en la comunidad de científicos activistas por el desarme nuclear.

## Biografía
Es hijo del filósofo Guido Calogero. Después de que su padre fuera condenado al exilio por el gobierno fascista, Francesco Calogero pasó más de un año (1942) en Scanno, un pequeño pueblo italiano. Tras la Segunda Guerra Mundial, Calogero obtuvo un laurea in fisica cum laude en la Universidad de Roma La Sapienza, en febrero de 1958. Se convirtió en profesor de física teórica en la misma universidad en 1976.

## Investigación en física
Las publicaciones científicas de Calogero incluyen cinco libros (uno de ellos como coautor) y más de 400 artículos (alrededor de la mitad con coautores). Sus principales líneas de investigación se centran en problemas de los muchos cuerpos integrables. Varios modelos de muchos cuerpos resolubles y ecuaciones en derivadas parciales de evolución no lineal llevan su nombre en la literatura. También formuló la conjetura de Calogero que afirma que el comportamiento cuántico es causado por la componente estocástica del campo gravitatorio local debido al componente caótico del movimiento de todas las partículas del universo por su interacción gravitatoria mutua. Recientemente también introdujo un nuevo algoritmo diferencial para evaluar todos los ceros de un polinomio genérico de grado arbitrario.
Por sus profundas contribuciones al campo de los modelos exactamente resolubles en mecánica estadística y a la física de muchos cuerpos, Calogero fue uno de los receptores del Premio Dannie Heineman de Física Matemática de la American Physical Society en 2019, junto con T. Bill Sutherland y Michel Gaudin. También recibió en 2019 el Premio del Presidente de la República Italiana de la Accademia Nazionale dei Lincei.

## Activismo por la paz
Calogero ejerció como secretario general de la Conferencia Pugwash entre 1989 y 1997, y entre 1997 y 2002 como directo del Consejo Pugwash, del que aún es miembro ex officio. Publicó (en italiano y en inglés, con algunos coautores) cerca de 400 artículos y varios mundos sobre asuntos mundiales.
Fue miembro de la junta directiva del Instituto Internacional de Estudios para la Paz de Estocolmo entre 1982 y 1992.
Aceptó en representación de Pugwash el Premio Nobel de la Paz de 1995, concedido conjuntamente a Pugwash y a Józef Rotblat en Oslo el 10 de diciembre de 1995.